# Sinothomisus liae
Espèce
Sinothomisus liae est une espèce d'araignées aranéomorphes de la famille des Thomisidae.

## Distribution
Cette espèce est endémique du Yunnan en Chine,. Elle se rencontre dans le xian autonome derung et nu de Gongshan.

## Description
Le mâle holotype mesure 3,10 mm et la femelle paratype 3,80 mm, les mâles mesurent de 2,70 à 3,10 mm et les femelles de 3,20 à 3,80 mm.

## Étymologie
Cette espèce est nommée en l'honneur de Heng Li de l'institut de botanique de Kunming (en).

## Publication originale
- Tang, Yin, Griswold & Peng, 2006 : Description of Sinothomisus gen. nov. with a new species from Yunnan Province, China (Araneae, Thomisidae). Zootaxa, no 1366, p. 61-68.